# Saint-Germain-de-Pasquier
Saint-Germain-de-Pasquier è un comune francese di 139 abitanti situato nel dipartimento dell'Eure nella regione della Normandia.

## Società

### Evoluzione demografica
Abitanti censiti